# 納采の儀
納采の儀 （のうさいのぎ）とは皇室の儀式のひとつ。皇族が結婚するにあたって行われるもので、結納の起源となった。

## 歴史
納采の儀の歴史は古く、仁徳天皇の時代まで遡る。中国の習慣にならい、仁徳天皇が皇后を迎える際に贈物をされたのがその起源と言われる。
一般に「結納に相当する」といわれるが、「納采の儀」が「結納」として広まったといえる。

## 男子皇族の納采の儀
1. 皇族の両親である天皇と皇后（宮家の場合、当該皇族の両親）が使者を結婚相手の実家へ供物を持たせて派遣する[1]。

1. 使者は結婚相手の両親に、納采の旨を伝え、供物を進呈する。
2. 両親は供物を受けとる。
3. 使者は供物が受け取られたことを天皇、皇后に報告する。

## 女子皇族の納采の儀
1. 女子皇族と結婚相手の使者が供物を持って皇居（宮邸）訪問する。
2. 侍従長が使者をもてなす。
3. 使者は納采の旨を伝え、供物を進呈する。
4. 侍従長が天皇、皇后に供物を進呈し納采の旨を伝える。
5. 天皇、皇后が供物を受け取る。
6. 侍従長が供物は天皇、皇后によって嘉納されたことを使者に伝える。
7. 使者は嘉納の旨を報告する。

## 祝賀
納采が済むと、祝賀が行われる。納采を寿ぐ宴会が開かれ、出席者は納采を祝福する。

## 供物
雌雄の鯛と一荷（瓶6本）の酒、それと緞子が送られる。
昭和・平成の納采では、緞子は絹のドレス用生地となっており、婚儀で着るローブ・デコルテなどに仕立てられる。男子皇族の相手の場合、皇太子妃は5巻、親王妃は3巻、女子皇族の場合は相手側から2巻が贈られる。酒は宮内庁御用達の蔵元から直送の清酒、鯛は日本近海で獲れた大物のマダイの雌雄一対を、台の上に八の字に並べる。鯛は「鮮鯛料」（せんたいりょう）といって代料が贈られる場合もあり、典子女王と結婚した千家国麿は鮮鯛料を贈り、また酒に禰宜を務める出雲大社の御神酒を贈った。